# Bylice-Kolonia
Bylice-Kolonia is een plaats in het Poolse district  Kolski, woiwodschap Groot-Polen. De plaats maakt deel uit van de gemeente Grzegorzew en telt 240 inwoners.